# Yvan Dalain
Yvan Dalain, né à Avenches le 17 février 1927 et mort le 18 septembre 2007, est un reporter photographe, réalisateur (TV et cinéma) et écrivain vaudois.

## Biographie
Yves Dalain naît Yves Lévy le 17 février 1927 à Avenches, dans le canton de Vaud. Il est originaire de Donatyre, localité voisine qui fait partie d'Avenches depuis juillet 2006.
Il se destine d'abord au spectacle, mais après un bref parcours de comédien, il bifurque vers la photographie et obtient le diplôme de photographie de l'école des arts et métiers de Vevey.
Il exerce la profession de photographe durant de nombreuses années en tant que reporter pour la presse suisse et internationale, photographe de mode et enfin photographe créatif de publicité. Il publie notamment L'Allemagne, l'après-guerre dont il réalise les textes et les photographies. 
Après la photographie, Yvan Dalain entre à la Télévision suisse romande en 1959 et devient producteur et réalisateur d'émissions de télévision et de téléfilms de fiction. Il tourne de nombreux documentaires, des films de fiction et des émissions "live". Il réalise notamment un Temps présent sur le thème du pouvoir. 
À sa retraite, au début des années 1990, il décide de se consacrer à l'écriture. Il écrit des romans comme Bisbille en Helvétie, des polars comme Western spaghettis. En 1997, il écrit un roman d'inspiration autobiographique Les Lévy d'Avenches. En 2001, il publie un roman autobiographique, Cinéma, Bouby & Cie (éditions d'en bas) et, en 2003, L'ombre de la marquise (L'Aire), ainsi que Les Parias de La Chaux-de-Fonds (Cabédita). Honoré du Prix Paul Budry 2003, Yvan Dalain vit à Montreux jusqu'à son décès survenu à la fin du mois de septembre 2007.

## Sources
- « Yvan Dalain », sur la base de données des personnalités vaudoises sur la plateforme « Patrinum » de la Bibliothèque cantonale et universitaire de Lausanne.
- Le Temps, 2007/11/24, p. 54-55
- Anna Lietti, Filiations des personnalités racontent leur histoire familiale, p. 175-182
- 24 Heures, 2003/11/14, p. 29
- 24 Heures, 2007/09/24, p. 35 avec photographie